# Антон Цајлингер
Антон Цајлингер (Рид у Инкрајсу, 20. мај 1945) аустријски је физичар и академик, инострани члан састава Српске академије науке и уметности од 2. новембра 2006.

## Биографија
Завршио је основне студије физике и математике на Универзитету у Бечу, докторат 1971. године и хабилитацију 1979. Радио је као ванредни професор на Масачусетском технолошком институту 1981—1983. и на Универзитету у Бечу 1983—1990, као професор на Техничком универзитету у Минхену 1988—1989, на Универзитету у Инзбруку 1990—1999. и на Универзитету у Бечу од 1999. Као виши научник ради на Институту за квантну оптику и квантну информацију на Аустријској академији наука. Заједно са Данијелом Гринбергером и Мајклом Хорном је радио на основама квантне механике и нове контраинтуитивне карактеристике стања са три и четири честице. Први је са својим тимом реализовао експеримент што је отворило поље интерференције са више честица и квантних корелација са више честица. Користећи методе развијене тамо, извео је прву квантну телепортацију. Реализовао је први експеримент квантне криптографије заснован на заплету, а касније и квантну информатику на све већим удаљеностима и, имплементирајући вишедимензионална стања, са све већим капацитетом информација.
Редовни је члан Аустријске академије наука од 1998, Немачке академије природних научника од 2005. и Берлинско-Бранденбуршке академије науке од 2002. године. Године 2009. је основао Међународну академију Траункирхен која је посвећена подршци надареним студентима у науци и технологији. Добитник је награде Фондације „Теодор Кернер” 1980, Винчијеве награде за изврсност 1995. и Европске оптичке награде 1997, проглашен је за научника године у Аустрији 1996, добитник је награде града Беча 2000, Хумболтове награде 2000, награде „Ервин Венцл” 2001, аустријског крста за заслуге у науци и уметности 2001, награде „Јоханес Кеплер” 2002, награде Академије науке у Гетингену 2003, меморијалне награде „Клопстег” 2004, медаље „Лоренц Окен” 2004, међународне награде „Краљ Фејсал” 2005, почасног доктората Хумболтовог универзитета у Берлину 2005, медаље „Исак Њутн”  2007. и Волфове награде за физику 2010. Интервјуисао је Моргана Фримана у другој сезони серије Through the Wormhole.
Добитник је Нобелове награде за физику 2022. године.